# IHK Offenbach am Main

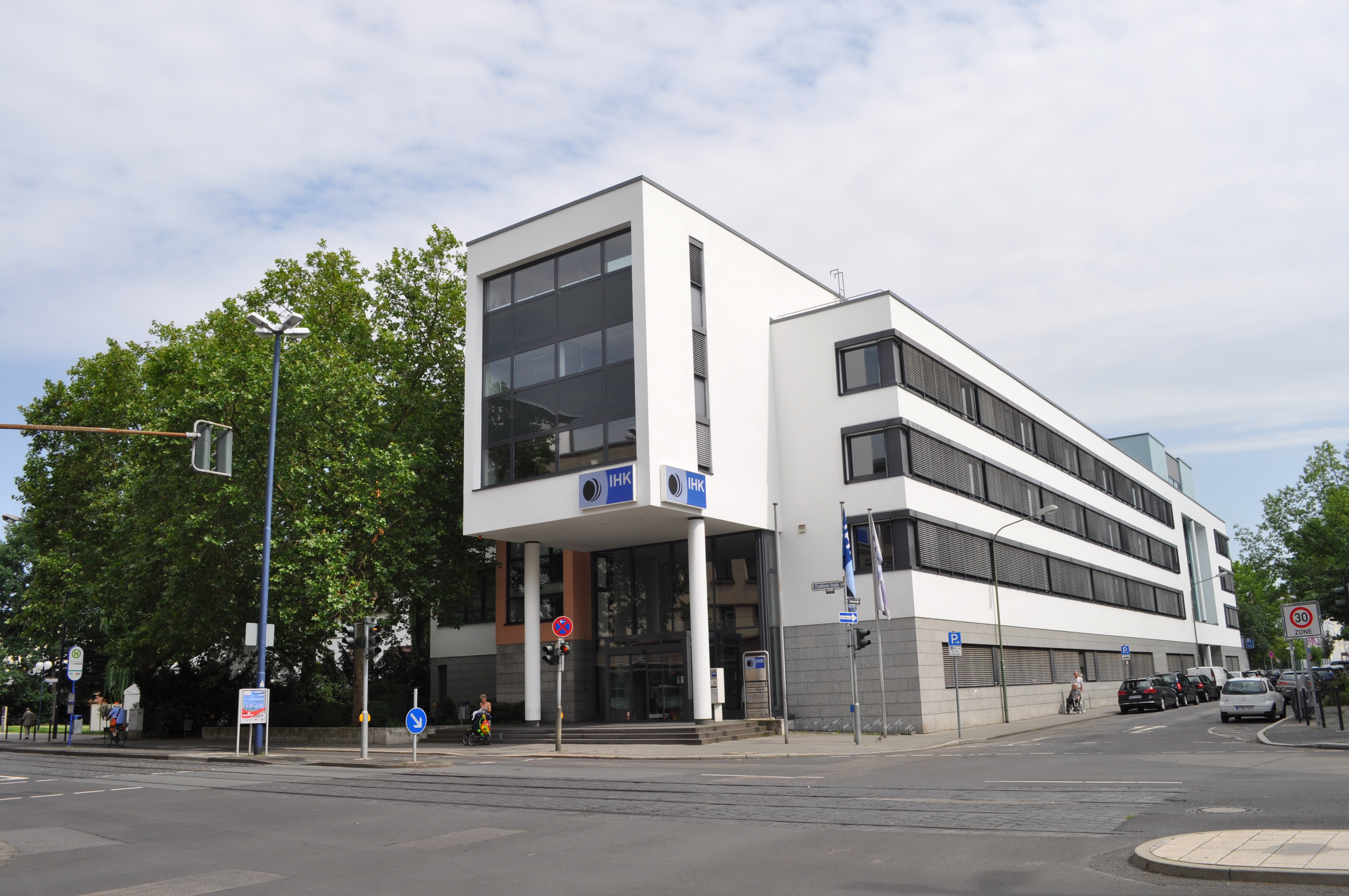
Gebäude der IHK in Offenbach

Die Industrie- und Handelskammer Offenbach am Main ist die Industrie- und Handelskammer für die Bezirke Offenbach am Main und den Kreis Offenbach. Die 1821 gegründete IHK hat ihren Sitz in Offenbach am Main und ist eine Körperschaft des öffentlichen Rechts. Ihr gehören rund 35.000 Mitgliedsunternehmen mit etwa 186.000 beschäftigen Arbeitnehmern an. Zum Bezirk der IHK Offenbach am Main gehören: Stadt Offenbach am Main, Dietzenbach, Dreieich, Egelsbach, Hainburg, Heusenstamm, Langen (Hessen), Mainhausen, Mühlheim am Main, Neu-Isenburg, Obertshausen, Rödermark, Rodgau und Seligenstadt.
Die Kammer gehört zu den 79 Industrie- und Handelskammern in Deutschland, die vom Dachverband Deutscher Industrie- und Handelskammertag mit Sitz in Berlin vertreten werden. Sie verfügt über rund 400 gewählte Unternehmensvertreter in IHK-Gremien, 1.000 ehrenamtliche Prüfer und 70 hauptamtliche Mitarbeiter.
Neben den gesetzlichen Vorschriften des Bundes (IHK-Gesetz) und des Landes (insbesondere das Hessische Ausführungsgesetz zum IHK-Gesetz) bildet das Satzungsrecht die Grundlage der Arbeit der IHK Offenbach am Main. Im IHK-Gesetz ist dabei geregelt, dass der ausschließlichen Beschlussfassung durch die IHK-Vollversammlung die Satzung, die Wahlordnung, die Beitragsordnung und auch die Gebührenordnung unterliegen. Das IHK-Gesetz regelt weiter, dass diese Beschlüsse der Vollversammlung der Genehmigung des Landes bedürfen, das die Aufsicht über die Industrie- und Handelskammern hat. Die IHK Offenbach am Main vertritt als gesetzlich berufene Vertreterin das wirtschaftliche Gesamtinteresse aller Industrie-, Handels- und Dienstleistungsunternehmen in Stadt und Kreis Offenbach. Ihr obliegt die Förderung der gewerblichen Wirtschaft ihres Bezirks.

## Geschichte
Bei der Gründung des Großherzogtums Hessen wurde die noch zu französischer Besatzungszeit gegründete Mainzer Handelskammer erhalten. 1821 wurde die Handelskammer in Offenbach nach dem Vorbild der Mainzer Kammer gegründet. Die Einrichtung der Kammer wurde mit Verordnung des hessischen Innenministeriums vom 21. Juni 1821 verfügt. Sie trat am 19. Oktober 1821 erstmals zusammen und ist so die siebtälteste Kammer in Deutschland und die zweitälteste in Hessen. Ziel war eine Förderung der Wirtschaft. Mitglieder waren alle Kaufleute mit mindestens 100 Gulden Gewerbekapital. Diese wählten einen 9-köpfigen Vorstand (jedes Jahr wurde ein Drittel der Mitglieder neu gewählt). Dieser Vorstand wählte selbst seinen Vorsitzenden.
Die ersten neun Mitglieder waren:
- Hofrat Schwaner, Wachstuchfabrikant
- Philipp Casimir Krafft, Tabakwarenfabrikant
- Peter Georg d’Orville, gehörte der 1733 gegründeten Tabak-Fabrik Gebr. Bernard an
- Johann Martin Goelzenleuchter, Kaufmann
- Wilhelm Kugler, Mitinhaber der Firma Crecelius Portefeuille-Fabrik
- I.I. Böhm, Teilhaber der Speditionsfirma Böhm und Marchand
- H. Kirschten, Kaufmann
- C.L. Brede, Buchdruckerei-Besitzer
- J. Möller, Lederwarenfabrikant, Teilhaber der Firma Möller & Dejonge

Die Rechtsverhältnisse der Handelskammern im Großherzogtum wurden mit dem Gesetz, die Handelskammern betreffend, das 1871 durch die Landstände des Großherzogtums Hessen gebilligt und am 17. November 1871 durch Großherzog Ludwig III. unterzeichnet wurde, neu geregelt. Nun war die Offenbacher Kammer eine juristische Person. Wahlberechtigt waren nun die Unternehmer, die in den 4 höchsten Gewerbesteuerklassen eingestuft waren. Die Wahl erfolgte getrennt in den Gruppen Industrie, Großhandel und Einzelhandel. Die Beiträge wurden in Abhängigkeit von der Gewerbesteuerzahlung festgelegt.
Mit dem Handelskammergesetz von 1902 passte sich das Großherzogtum weitgehend der Rechtslage in Preußen an. Das Kammergebiet (die Kreise Offenbach und Dieburg) umfasste am 31. Dezember 1905 eine Fläche von 88.092 ha mit einer Bevölkerung von 200.640 Personen. 1189 Firmen waren dort im Handelsregister eingetragen, davon waren 980 zur Kammerwahl berechtigt. 1925 erfolgte die Umbenennung von Handelskammer in Industrie- und Handelskammer.
Mit der Machtergreifung der Nationalsozialisten 1933 wurde die Selbstverwaltung der Wirtschaft abgeschafft. Mit Verordnung vom 10. Mai 1933 wurden die Kammermitglieder sowie das Präsidium nun ernannt. Neuer Präsident war nun Erich Gellrich; Willi Heyne, der die Kammer in den letzten 13 Jahren geführt hatte, wurde zum Stellvertreter berufen. Am 20. April 1942 wurde die IHK aufgelöst und bestand nur geschäftsführend, bevor sie zum 1. Januar 1943 in der Gauwirtschaftskammer Rhein-Main aufging.
Nach dem Zweiten Weltkrieg wurde die IHK Offenbach wieder selbstständig. Am 3. April 1945 fand die erste Betriebsführerbesprechung statt. Die Militärbehörden ernannten zunächst Hans G. Heyne zum Kammerpräsidenten. Als dessen Nachfolger wurde später Helmut von Wild ernannt.
Am 10. Januar 1946 verordnete die Landesregierung förmlich die Aufhebung der Gauwirtschaftskammern in Hessen und die Wiederherstellung des Rechtes von 1933. Die Dienstaufsicht über die Kammern sollte der Minister für Wirtschaft und Verkehr wahrnehmen. Diese Regelungen stießen auf den Widerspruch der amerikanischen Besatzungsmacht: Diese sahen in der öffentlich-rechtlichen Stellung der Kammern ein wichtiges Instrument der Lenkung der Wirtschaft in der Zeit des Nationalsozialismus. In Umsetzung der amerikanischen Forderungen verordnete die Staatsregierung daher im Mai 1946 die Wahrnehmung öffentlich-rechtlicher Aufgaben und ordnete an, die Kammern als privatrechtliche Vereine ohne Pflichtmitgliedschaft weiterzuführen. Die endgültigen Regelungen für die Kammer, ihre Kompetenzen und ihre Wahl wurde mit Runderlass vom 5. Dezember 1846 festgelegt. Die Folge des Wegfalls der Pflichtmitgliedschaft war das Austreten einer größeren Zahl von Kleingewerbetreibenden. Die größeren Kammern büßten bis zu 50 % der Mitglieder ein, die kleineren zwischen sieben und fünfzehn Prozent. Im Rahmen der Entnazifizierung musste der Syndikus der Kammer Giar und Assessor Pfeifer ausscheiden. Am 9. Mai 1947 fanden erstmals nach 14 Jahren wieder Kammerwahlen statt. Am 9. Juni 1947 wurde ein neues Präsidium gewählt.
Mit dem Besatzungsstatut gewann die Bundesrepublik 1949 einen guten Teil ihrer Souveränität zurück. Außer Bayern und Hessen kehrten nun die Länder der amerikanischen Besatzungszone zum Modell öffentlich-rechtlicher Kammern zurück (in der britischen und französischen Zone war dies bereits direkt nach dem Krieg so gewesen). Das SPD-regierte Hessen hatte völlig andere Pläne: Hier sollten nach dem Willen der Regierung die IHKs aufgelöst und durch Wirtschaftskammern ersetzt werden. Diese sollten paritätisch durch Arbeitgeber und Arbeitnehmer besetzt werden. Die Arbeitgebervertreter sollten durch die Wirtschaftsverbände, die Arbeitnehmervertreter durch die Gewerkschaften benannt werden. Diese Planungen kamen jedoch nicht zur Umsetzung, da stattdessen eine bundeseinheitliche Regelung getroffen wurde.
Mit Inkrafttreten des „Gesetzes zur vorläufigen Regelung des Rechts der Industrie- und Handelskammern“ am 22. Dezember 1956 werden die Kammern wieder zu Körperschaften des öffentlichen Rechts. Der Beirat einer Kammer trägt nun die Bezeichnung „Vollversammlung“.

## Vollversammlung
Die IHK-Vollversammlung ist das oberste Organ der Industrie- und Handelskammer Offenbach am Main. 57 ehrenamtliche Mitglieder der Vollversammlung werden von den IHK-zugehörigen Unternehmen für fünf Jahre direkt gewählt, wobei jedes Unternehmen unabhängig von der Größe eine Stimme hat. Durch die Bildung von 13 branchenspezifischen Wahlgruppen wird gewährleistet, dass die Vollversammlung die Wirtschaftsstruktur des IHK-Bezirks und seine wirtschaftlichen Besonderheiten widerspiegelt.
Die Vollversammlung bestimmt die Richtlinien der IHK-Arbeit und beschließt über alle Fragen, die für die Mitgliedsunternehmen aus Stadt und Kreis Offenbach oder die Arbeit der IHK von grundsätzlicher Bedeutung sind (§ 2 Satzung der IHK Offenbach am Main.)
So verabschiedet die Vollversammlung alljährlich den Wirtschaftsplan und setzt die IHK-Beiträge in der Wirtschaftssatzung fest.
Die Vollversammlung wählt aus ihrer Mitte den Präsidenten und die Vizepräsidenten.

## Persönlichkeiten

### Präsidenten
| Bild | Name                                     | Amtszeit  |
| ---- | ---------------------------------------- | --------- |
|      | Philipp Casimir Krafft                   | 1821–1836 |
|      | Jean-Peter d’Orville-Hebenstreit         | 1836–1842 |
|      | Wilhelm Kugler                           | 1842–1850 |
|      | Eduard Goelzenleuchter                   | 1850–1863 |
|      | Julius Mönch                             | 1864–1874 |
|      | Karl Theodor Wecker                      | 1874–1889 |
|      | Franz Weintraut                          | 1890–1908 |
| 0    | Fritz Stroh                              | 1909–1910 |
| 0    | Otto Mohr                                | 1911–1912 |
| 0    | Louis Feistmann                          | 1913–1917 |
| 0    | Gustav Boehm                             | 1918–1919 |
| 0    | Andreas Aicheler                         | 1920      |
| 0    | Willi Heyne                              | 1920–1933 |
| 0    | Erich Gellrich                           | 1933–1937 |
|      | Hermann Hartmann                         | 1938–1945 |
| 0    | Hans G. Heyne                            | 1945      |
| 0    | Helmut von Wild                          | 1945–1946 |
| 0    | Friedrich Hengst (Friedrich Hengst & Co) | 1947–1962 |
| 0    | Peter Pfender                            | 1962–1968 |
| 0    | Karl Giebel                              | 1968–1976 |
| 0    | Alois Bromkamp                           | 1976–1986 |
| 0    | Rudolf Thiels                            | 1986–1994 |
| 0    | Wolfgang Kappus                          | 1994–2000 |
| 0    | Ingo Mayer                               | 2000–2007 |
| 0    | Alfred Clouth                            | 2007–2017 |
| 0    | Kirsten Schoder-Steinmüller              | seit 2017 |

### Sekretäre, Syndici und Hauptgeschäftsführer der (Industrie- und) Handelskammer Offenbach a.M.
- 1821–1824 Peter Georg d’Orville (Sekretär)
- 1824–1834  Wilhelm Kugler (Sekretär)
- 1834–1838 Jean-Peter d’Orville-Hebenstreit (Sekretär)
- 1838–1854  Ludwig Spengler (Sekretär)
- 1854–1864  Franz Mutzbauer (Sekretär)
- 1864–1877 Hofgerichts-Advokat Andres (Sekretär)
- 1877–1879  Alexander Weimann (Sekretär)
- 1879–1882  Paul Steller (Sekretär)
- 1882–1910 Josef Schloßmacher (Syndikus)
- 1910–1932 Josef Cratz (Syndikus)
- 1932–1944 Carl Leonhardt (Syndikus)
- 1944–1945 Adolf Giar (Hauptgeschäftsführer)
- 1945–1963 Gustav Filtzer (Hauptgeschäftsführer)
- 1964–1977 Kurt Glück (Hauptgeschäftsführer)
- 1978–1986 Volker Merx (Hauptgeschäftsführer)
- 1986–2000 Erik von Knorre (Hauptgeschäftsführer)
- 2000–2012 Eva Dude (Hauptgeschäftsführerin)
- seit 2012 Markus Weinbrenner (Hauptgeschäftsführer)

### Geschäftsführung
- Hauptgeschäftsführer: Markus Weinbrenner
- Geschäftsführungsteam:  Frank Achenbach (Standortentwicklung, Bildungsberatung und Prüfungen, Unternehmensförderung, Innovation, International), Marcus Lippold (IT- und Datenmanagement, Facility- und Eventmanagement, Organisationsentwicklung), Margret Plum (Kommunikation, Kundenservice, Weiterbildung), Nicole Grimm (Finanzen, IHK-Beitrag, Recht und Steuern).[9]